# Mateusz Kempiński
Mateusz Kempiński – polski fizyk, doktor habilitowany nauk ścisłych i przyrodniczych.

## Życiorys
W 2008 r. obronił pracę doktorską pt. Wpływ zaadsorbowanych molekuł na strukturę i własności elektronowe węglowych matryc porowatych, której promotorem była prof. Małgorzata Śliwińska-Bartkowiak, w 2019 r. habilitował się. Jest pracownikiem naukowym w Instytucie Fizyki na Wydziale Fizyki i Astronomii Uniwersytetu im. Adama Mickiewicza w Poznaniu.
Należy do Rady Dyscypliny Naukowej - Nauk Fizycznych i Astronomii UAM.